# Olga Mélnik
Olga Ivánovna Mélnik –en ruso, Ольга Ивановна Мельник– (Sovetski, 12 de mayo de 1974) es una deportista rusa que compitió en biatlón.
Participó en los Juegos Olímpicos de Nagano 1998, obteniendo una medalla de plata en la prueba de relevos. Ganó tres medallas en el Campeonato Mundial de Biatlón, en los años 1996 y 1997, y dos medallas en el Campeonato Europeo de Biatlón de 1996.

## Palmarés internacional
| Juegos Olímpicos   | Juegos Olímpicos      | Juegos Olímpicos  | Juegos Olímpicos |
| Año                | Lugar                 | Medalla           | Prueba           |
| ------------------ | --------------------- | ----------------- | ---------------- |
| 1998               | Nagano (Japón)        | Medalla de plata  | Relevos          |
| Campeonato Mundial |                       |                   |                  |
| Año                | Lugar                 | Medalla           | Prueba           |
| 1996               | Ruhpolding (Alemania) | Medalla de plata  | Individual       |
| 1997               | Osrblie (Eslovaquia)  | Medalla de plata  | Equipo           |
| 1997               | Osrblie (Eslovaquia)  | Medalla de bronce | Relevos          |
| Campeonato Europeo |                       |                   |                  |
| Año                | Lugar                 | Medalla           | Prueba           |
| 1996               | Val Ridanna (Italia)  | Medalla de oro    | Relevos          |
| 1996               | Val Ridanna (Italia)  | Medalla de plata  | Individual       |